# Charles Tilly
Charles Tilly (Chicago, 27 de mayo de 1929 - Nueva York, 29 de abril de 2008) fue un sociólogo, politólogo e historiador estadounidense. 
Cursó sus estudios en la Universidad de Harvard y en la Universidad de Oxford. Su carrera académica se desarrolló en la Universidad de Delaware, Harvard, la Universidad de Toronto, la Universidad de Míchigan, y la Universidad Columbia, donde fue profesor de ciencias sociales. En 1994 ganó el Premio europeo Amalfi de sociología y ciencias sociales, por su obra European Revolutions, 1942-1992 escrito en 1993. Su ritmo de producción intelectual era muy intenso: llegó a publicar más de 50 libros (más de un libro al año en sus últimas dos décadas) y 600 artículos.
Sus primeras obras se centraron en la inmigración y el fenómeno urbano en Estados Unidos. Posteriormente escribió numerosos libros sobre las relaciones entre política, economía y sociedad. Su obra se basa en el análisis de cómo los grupos sociales se relacionan y se complementan recíprocamente. Tilly se ha hecho famoso por sus fuertes polémicas con el individualismo metodológico, la microsociología y la teoría de la elección racional, a las que critica duramente desde la perspectiva de la sociología del conflicto.

## Trabajo académico
El trabajo académico de Tilly abarca múltiples temas de las ciencias sociales y ha influido en otras disciplinas fuera de la sociología, entre ellas la historia y la ciencia política. Es considerado una gran figura en el desarrollo de la sociología histórica, el precursor en la utilización de los métodos cuantitativos en el análisis histórico, la metodología de la catalogación de eventos, el giro hacia los modos de investigación relacional y de redes sociales, el desarrollo de análisis basados en mecanismos y procesos, así como en el estudio de temas como: la contienda política, los movimientos sociales, la historia del trabajo, la formación del Estado, las revoluciones, la democratización, la desigualdad y la sociología urbana.

### Formación del Estado
Tilly trató de explicar el éxito sin precedentes del estado-nación como forma política dominante en el mundo, mediante el examen de los cambios políticos, sociales y tecnológicos ocurridos en Europa desde la Edad Media hasta la actualidad. De acuerdo con su teoría, la formación de los Estados requirió concentrar un nivel alto de coerción y de capital. Las organizaciones territoriales pre-estatales diferían en cuanto a qué cantidades de capital y qué capacidad de coerción sobre su territorio poseían. Dichas diferencias llevaron a que se adaptaran a su entorno mediante el uso de sus recursos predominantes. Es decir, unidades como Venecia usaron su extenso capital económico para comprar protección (por ejemplo mediante la contratación de mercenarios y la creación de una potente armada), mientras que otras como España intensificaron su capacidad de extraer los escasos recursos de su población. Estas son llamadas por Tilly la vía intensiva en capital e intensiva en coerción, respectivamente. Países como Francia, en el centro de este espectro, cursaron una vía intermedia que combinó capital y coerción. El interrogante que guía este trabajo de Tilly (el porqué del predominio del Estado nación sobre sus alternativas organizacionales) se explica mediante las necesidades que plantea el dilema de seguridad y el consiguiente esfuerzo demandado por la guerra. En el ambiente hostil de Europa, aquellos incapaces de organizarse para ser exitosos en la guerra o poder comprar su seguridad, perecían a manos del resto de las organizaciones territoriales rivales. En el largo plazo, el Estado nación, con su particular combinación de altos niveles de coerción y capital, y su exitosa (y costosa) maquinaria de guerra permanente forzaron a las repúblicas, imperios y demás organizaciones a imitarlos o sucumbir.

### Política contenciosa
El trabajo de Tilly define a la política contenciosa mediante el análisis disposicional de la contienda política, en oposición al individualismo. Destaca que la dinámica de la protesta social está relacionada con su contexto político, social y económico. Allí donde estudios previos de la violencia colectiva han sostenido el carácter atípico de esta, Tilly ha amasado una batería de pruebas con las cuales demuestra que la violencia política surge de la organización de luchas políticas generalmente no violentas.